# Ты знаешь
Ты знаешь — сингл группы Burito при участии певицы Ёлки. Авторы песни — Игорь Бурнышев (солист группы Burito) и Игорь Бледный (участник группы Burito). Бурнышев точно знал, кто будет исполнять эту песни с ним дуэтом — Ёлка. Самое интересное то, что клип на песню снимали на iPhone 4S и iPhone 5. Релиз песни состоялся 19 февраля 2014 года. Премьера клипа состоялась 24 февраля 2014 года на официальном канале лейбла певицы Ёлки — Velvet Music. Как сказала Ёлка — сингл войдёт в новый альбом певицы.
Записанная в жанре поп, «Ты знаешь» является динамичной, танцевальной композицией, с минорной гармонией и элементами танцевальной музыки в аранжировке. Песня получила положительные отзывы от критиков из журнала «Афиша» назвал её «самой популярной русскоязычной песней года».

## Предыстория
Песню написали два композитора: Игорь Бурнышев и Игорь Бледный. Песню начали и закончили писать в июне 2013 года. Оповещение о премьере песни и клипа случилось только в феврале 2014 года. Всё это время, с июля по февраль они снимали клип. Клип снимали на обычные iPhone, а кадры редактировали на MacBook. Игорь Бурнышев — участник группы Банд’эрос и группы Бурито. Большая популярность песни и клипа началась в марте 2014 года. 14 марта 2014 года Ёлка и Бурито побывали в программе «Русские перцы» на Русском радио и в тот же день Ёлка и Бурито были в программе «Стол заказов» на телеканале RU.TV. Телеканал Муз-Тв сделал репортаж о съёмках клипа и записи песни.

## Реакция критики
Песня получила положительные отзывы от критиков из журнала «Афиша» назвал её «самой популярной русскоязычной песней года».

## Мнение Ёлки и «Burito» о песне
- Гарик, лидер группы «Burito»:

«Когда я писал этот трек у меня уже был образ Лизы в голове. Всё произошло как-то само собой, мне не пришлось кого-то искать, чтобы исполнили эту песню, специально думать, кто бы это мог быть. Я знал, что предложу спеть именно ей и очень рад, что песня Лизу тронула. Для меня Ёлка — артист с безусловно выдающимися качествами и она абсолютно не похожа ни на кого. Так, как она прочувствовала эту песню, как спела её — это именно то настроение, что вкладывал я при написании и, конечно, оно того стоит! Думаю, что естественно, на совместную работу повлияли наши тёплые отношения и длительная дружба. Всё сошлось воедино».
- Ёлка:

«Ты знаешь обо мне» — для меня это песня о чём-то прозрачном и светлом. Песня о вечном, монументальном, навсегда… Безмерно приятно, что Гарик предложил мне спеть её вместе. Он хорошо меня знает, чертяга, знает, насколько близки мне ТАКИЕ песни. Мы давно хотели попробовать потворить вместе. Очень давно, летя в одном самолёте — переслушали море треков, Гарик ставил мне свои песни. Мы разговаривали и понимали, что во многом на одной волне. Но долгое время, наша затея никак не осуществлялась по ряду причин и обстоятельств. Радостно, что всё срослось — просто всё случилось именно в то время, когда надо. Это очень красивый дуэт — по моей личной традиции — дуэт с человеком, с которым мне очень хотелось спеть, с которым мне интересно по-человечески и в музыкальном плане. Других у меня просто не бывает".
Клип на песню «Ты знаешь» наверняка будет активно обсуждаться в сети не только потому, что это видеоряд к такой глубокой и тонкой песне, но и из-за его технических особенностей. Поверить в то, что всё, что находится в кадре снято на обычный iPhone — просто невозможно. Так что авторы в предвкушении оспариваний и выяснений правды. Эта работа ни в коем случае не является product placement всеми известного телефона, это просто дань реалиям нашей жизни. На волне растущей айфонографии авторы видеоролика решили быть в тренде и использовать доступные на данный момент почти каждому технические возможности аппарата. Режиссёром клипа стал Игорь Бурнышев.
- Гарик:

«Это настолько атмосферная песня, что и клип на неё должен был быть таким же настроенческим. Мы снимали разные природные явления, натуру в сочетании с жёсткостью города, бетона. В процессе использовались такие приёмы съемки, как slow motion и time lapse(ускоренная и покадровая съёмка). От идеи time lapse мы оттолкнулись изначально — это когда большой промежуток времени укладывается в считанные секунды. Оператором ролика стал Саша Ларин. Идея поработать именно с ним родилась у меня, когда я посмотрел его видео в сети — снятые на iPhone ролики неимоверной красоты. Так что официально заявляем, что при съемке клипа был использован абсолютно авторский подход — все съемки велись на iPhone с использованием разных линз. Мы искали локации для клипа небольшой командой и старались использовать незнакомые, „не заезженные“ места, стилистически выдерживая уклон в урбанизм. На съемки было потрачено больше полугода — мы начали в июле и закончили в январе. Это связано с долгим кропотливым техническим процессом и нюансами съемки. Конечно, монтаж был также трудоёмким — ведь из всего отснятого материала по настроению, драматически оставались секунды. Но оно того стоило — получился во всех смыслах очень авторский и интересный творческий союз нас всех. Я могу точно сказать, что это творчество в чистом виде, когда не были затрачены какие-то большие деньги на продакшн, всё делалось просто потому, что нам хотелось спеть совместно эту песню и снять на неё клип».

## Видеоклип
Камеру iPhone в очередной раз использовали для съёмки клипа. Певица Ёлка сняла с помощью смартфона Apple клип на песню «Ты знаешь», исполненную совместно с группой «Бурито». Режиссёром видео выступил Игорь Бурнышев, оператором — Александр Ларин, они же полностью занимались монтажом. Известно, что съёмки клипа длились более полугода.
Съёмки стартовали в июле 2013 года, а закончились только в начале февраля 2014. Длительность процесса съемок связана с техническими нюансами и особенностями съёмки в городе.
Данная работа музыкантов в очередной раз доказывает, что камера iPhone вполне может использоваться не только для «домашнего видео», но и для создания качественного коммерческого продукта.
Известно, что для получения дополнительных визуальных эффектов при съёмке клипа использовались разные линзы, в том числе самодельные, создающие глубину резкости у картинки. Решение снять клип на iPhone было принято после того, как режиссёр увидел в сети ролик, снятый Александром Лариным на камеру смартфона компании Apple, и был приятно удивлен качеством картинки и эстетикой самого видео, снятого по технологии «таймлэпс»(time-lapse) .

## Список композиций
- Цифровой сингл iTunes[3]

1. «Ты знаешь» — 3:06

## Участники записи
- Ёлка — вокал, бэк-вокал
- Игорь Бурнышев — вокал, автор песни
- Игорь Бледный — автор песни
- Ольга Романова — визажист
- Velvet Music — лейбл артиста

## История релиза
Релиз песни и клипа состоялись в разное время.

## История релиза песни
| Регион | Дата            | Формат               | Лейбл        |
| ------ | --------------- | -------------------- | ------------ |
| СНГ    | 20 февраля 2014 | Радиоротация         | Velvet Music |
| Россия | 19 февраля 2014 | Цифровая дистрибуция | Velvet Music |

## История релиза видеоклипа
| Регион | Дата            | Формат    | Лейбл        |
| ------ | --------------- | --------- | ------------ |
| СНГ    | 27 февраля 2014 | видеоклип | Velvet Music |
| Россия | 25 февраля 2014 | видеоклип | Velvet Music |

## Интересные факты
- Песню «Ты знаешь» написали ещё в июне лета 2013 года. Авторы уже знали, что именно Ёлка будет петь с Бурито дуэтом.
- Клип снимали 7 долгих месяцев. О съёмках клипа репортаж сделал музыкальный телеканал Муз-Тв.
- Снимали клип на обычные iPhone артистов. 90 % клипа снято на iPhone 4S. Редактировали клип на MacBook Pro.

## Чарты
| Год  | Название                 | Чарты                      | Чарты                              | Чарты                              | Чарты                                       | Чарты                               | Чарты                             | Чарты                      | Чарты  | Чарты                      |
| Год  | Название                 | СНГ (Tophit Общий Топ-100) | Россия (Tophit Московский Топ-100) | Россия (Tophit Российский Топ-100) | Россия (Tophit Санкт-Петербургский Топ-100) | Украина (Tophit Украинский Топ-100) | Украина (Tophit Киевский Топ-100) | Audience Choice TopHit 100 | Латвия | СНГ (Tophit Годовой общий) |
| ---- | ------------------------ | -------------------------- | ---------------------------------- | ---------------------------------- | ------------------------------------------- | ----------------------------------- | --------------------------------- | -------------------------- | ------ | -------------------------- |
| 2014 | «Ты знаешь» (feat. Ёлка) | 1                          | 1                                  | 1                                  | 3                                           | 10                                  | 18                                | 5                          | 3      | 4                          |

«—» — песня отсутствовала в чарте